# Колмогоров Георгій Дмитрович
Георгій Дмитрович Колмогоров (нар. 10 листопада 1929, село Верблюже Омського округу Сибірського краю, тепер Саргатського району Омської області, Російська Федерація) — радянський державний діяч, голова Державного комітету СРСР із стандартів. Кандидат у члени ЦК КПРС у 1986—1990 роках. Депутат Верховної Ради СРСР 11-го скликання. Доктор технічних наук (1972), професор, академік Російської академії інженерних наук.

## Життєпис
Народився в селянській родині. У 1945—1949 роках — тракторист Саргатської машинно-тракторної станції (МТС) Омської області.
У 1949—1953 роках — у Радянській армії, служив у військах протиповітряної оборони на Сахаліні.
Член КПРС з 1952 року.
У 1957 році закінчив Новосибірський електромеханічний технікум.
У 1957—1961 роках — майстер, старший майстер, заступник начальника цеху заводу № 453 в місті Новосибірську.
У 1961—1964 роках — начальник центральної лабораторії вимірювальної техніки, начальник планово-виробничого відділу, начальник виробничо-диспетчерського відділу, заступник головного інженера, в 1964—1966 роках — начальник дослідно-конструкторського бюро Херсонського заводу напівпровідникових приладів.
У 1963 закінчив без відриву від виробництва Новосибірський електротехнічний інститут.
У 1966—1967 роках — директор Фрязінського дослідного заводу напівпровідникових приладів Московської області. У 1967—1973 роках — директор Фрязінського заводу напівпровідникових приладів імені 50-річчя СРСР Московської області. У 1973—1975 роках — генеральний директор виробничо-технічного об'єднання «Електроприлад» міста Фрязіно Московської області.
Без відриву від виробництва закінчив аспірантуру Інституту управління народним господарством, успішно захистив кандидатську (1970), а потім і докторську (1972) дисертації.
У 1975 — січні 1984 року — 1-й заступник міністра промисловості засобів зв'язку СРСР.
6 січня 1984 — 7 червня 1989 року — голова Державного комітету СРСР із стандартів.
З червня 1989 року — персональний пенсіонер союзного значення в Москві.
З 1996 року — заступник генерального директора Російського центру сертифікації та випробувань, керівник інформаційно-технологічного комплексу, голова експертної Ради з програми товарів третього тисячоліття.

## Нагороди і звання
- орден Леніна
- орден Жовтневої Революції
- два ордени Трудового Червоного Прапора
- орден Олександра Невського (Російська Федерація) (2019)
- медалі
- Державна премія СРСР (1973)